# IG Metall Baden-Württemberg
Die IG Metall Baden-Württemberg (IGM BW) hat über 420.000 Mitglieder (Ende 2023) und ist einer von sieben Bezirken der IG Metall. Weitere IG Metall Bezirke sind Bayern, Küste, Berlin-Brandenburg-Sachsen, Mitte, Niedersachsen, Sachsen-Anhalt sowie Nordrhein-Westfalen.
Die Leitung des Bezirks Baden-Württemberg hat ihren Sitz in Stuttgarts Stadtteil Feuerbach und vertritt die in ihr organisierten Arbeitnehmerinnen und Arbeitnehmer der Metallindustrie und des Metallhandwerks, der Elektroindustrie und des Elektrohandwerks, des Kfz-Handwerks, der Textilindustrie, der Bekleidungsindustrie, der Holz- und Kunststoffindustrie sowie der Edelmetallindustrie. In 27 regionalen Büros (Geschäftsstellen) werden die Mitglieder sowie rund 2.000 Betriebe mit mehr als 14.000 gewerkschaftlichen Vertrauensleuten und fast 14.000 gewählten Betriebsräten betreut.

## Geschäftsstellen
Die 27 örtlichen IG Metall Büros (Geschäftsstellen) in Baden-Württemberg
- Aalen
- Albstadt
- Bruchsal
- Esslingen
- Freiburg
- Freudenstadt
- Friedrichshafen
- Gaggenau
- Göppingen-Geislingen
- Heidelberg
- Heidenheim
- Heilbronn/Neckarsulm
- Karlsruhe
- Lörrach
- Ludwigsburg
- Mannheim
- Offenburg
- Pforzheim
- Reutlingen/Tübingen
- Schwäbisch Gmünd
- Schwäbisch Hall
- Singen
- Stuttgart
- Tauberbischofsheim
- Ulm
- Villingen-Schwenningen
- Waiblingen

## Geschichte
(Quelle:)

### Nach dem Krieg

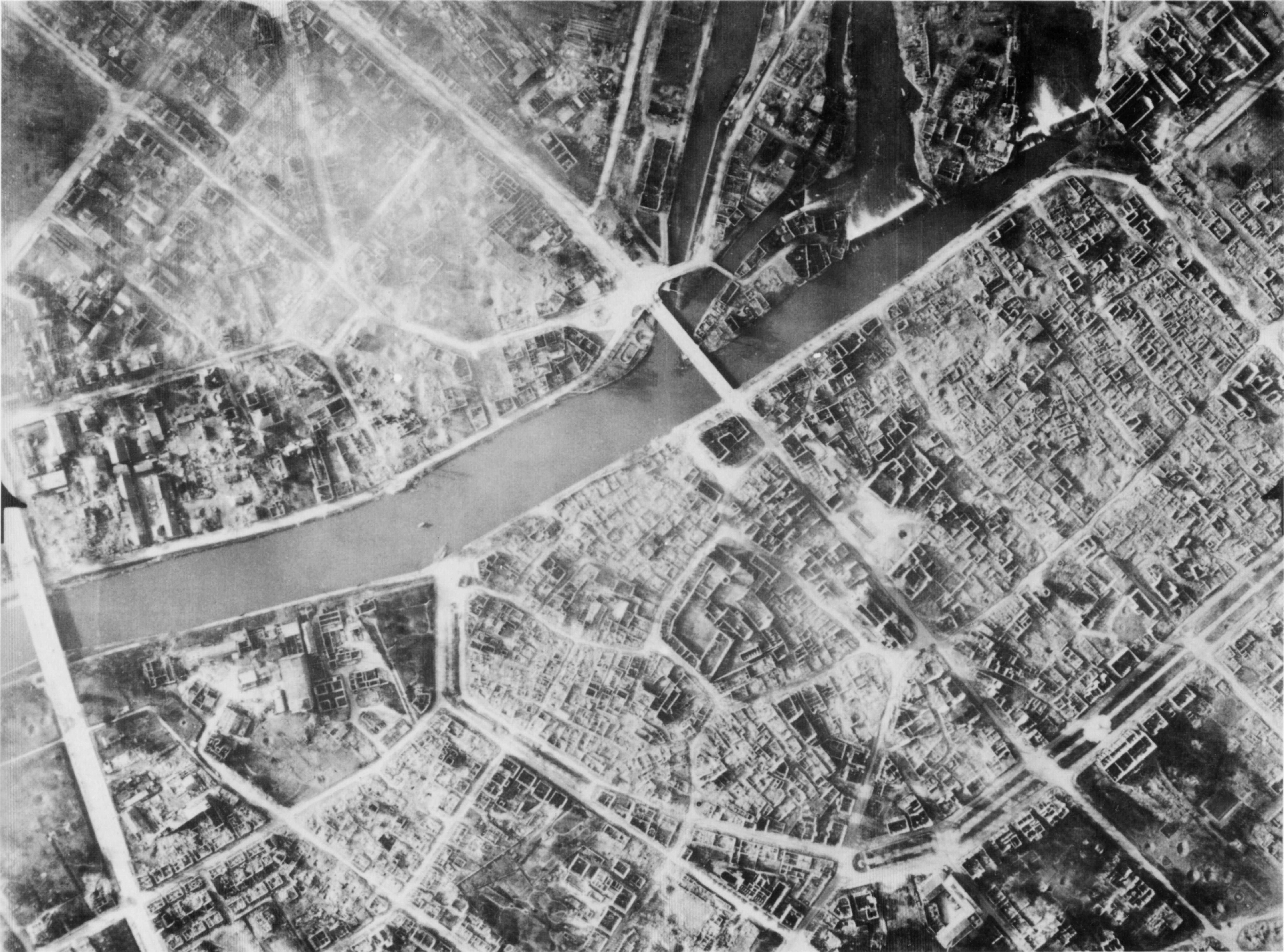
Luftaufnahme des zerstörten Heilbronn am 31. März 1945

Auch zahlreiche Städte Baden-Württembergs wie Heilbronn, Stuttgart, Karlsruhe, Mannheim, Ulm und Pforzheim waren Ziel der alliierten Luftangriffe während des Zweiten Weltkriegs. Die meisten dieser Städte, vor allem die dortigen Industrieanlagen von Bosch, Lanz Bulldog, BASF, Daimler-Benz usw. waren weithin zerstört. Sowohl die Kommunalverwaltungen als auch die Führungen der Unternehmen kamen unter französischer bzw. amerikanischer Besatzungsmacht nur langsam wieder in Gang, da zahlreiche Beamte, Firmeninhaber und Geschäftsführer durch ihre Tätigkeit im Dritten Reich nach der Entnazifizierung als belastet galten.

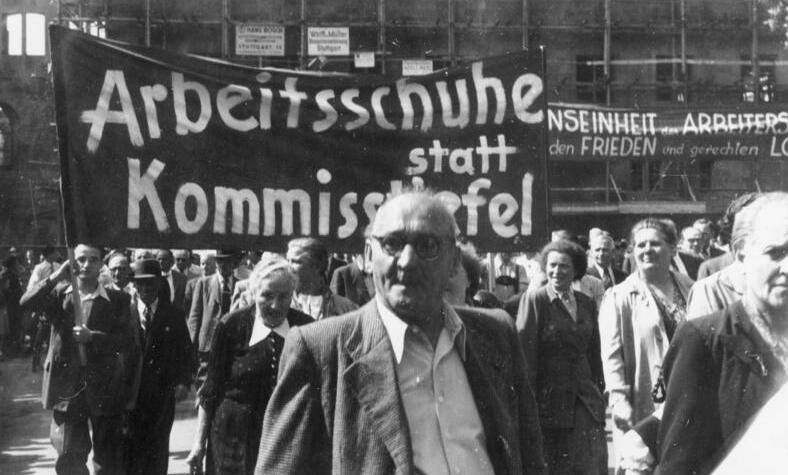
1.-Mai-Demonstration in Stuttgart – 1948

Deshalb bildeten auf Gemeindeebene und in größeren Betrieben sich unmittelbar nach der Kapitulation sogenannte Arbeitsausschüsse um die Versorgung der Bevölkerung zu gewährleisten und erste Aufbauarbeiten durchzuführen. Nach den ersten Gemeinderatswahlen im Mai 1946 verloren die Arbeitsausschüsse ihre Bedeutung und lösten sich auf.
Im gleichen Jahr begann auch der Wiederaufbau gewerkschaftlicher Strukturen. Viele Gewerkschaften wurden nach dem Prinzip der Einheitsgewerkschaft neugegründet. Bis zur Gründung des IG Metall Bezirk Baden-Württemberg im Januar 1950 war dies die bis dahin selbstständige Metallgewerkschaft Württemberg-Badens.

### 1950er

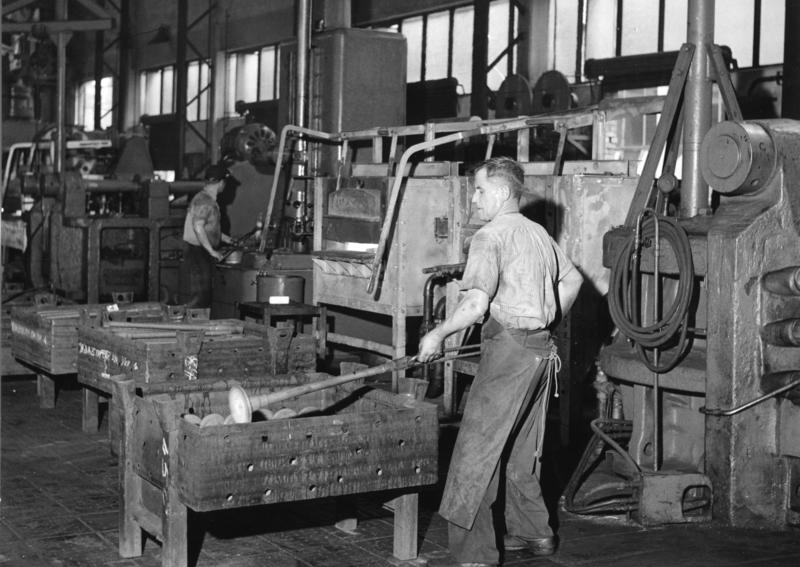
Metallarbeiter in der Schmiede – Daimler Untertürkheim – Mai 1956

Gegründet wurde der IG Metall-Bezirk Baden-Württemberg, mit damals 37 örtlichen Geschäftsstellen und rund 200.000 Mitgliedern, am 20./21. Januar 1950 in Stuttgart. Zur ersten Auseinandersetzung im neu gegründeten Bezirk kam es 1954 zwischen dem Arbeitgeberverband Südwestmetall und der IG Metall bei Tarifverhandlungen über höhere Löhne. Ansonsten waren die 1950er Jahre nachhaltig geprägt vom Wiederaufbau der gewerkschaftlichen Strukturen, welche in der Nazidiktatur zerschlagen wurden.
Ein Meilenstein dieser Jahre waren die großen Solidaritätskundgebungen im ganzen Land für die streikenden Metallarbeiter in Schleswig-Holstein. Im bislang längsten und umfangreichsten Streik in der deutschen Gewerkschaftsgeschichte ging es um die Lohnfortzahlung im Krankheitsfall für gewerbliche Arbeiter für die Dauer von sechs Wochen, also praktisch die Gleichstellung mit Angestellten. Insgesamt streikten rund 18 000 Metallarbeiter 114 Tage, also 16 Wochen lang.

### 1960er

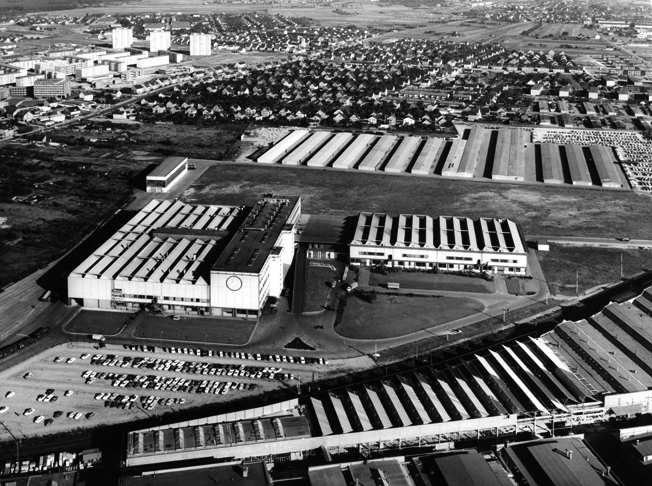
Luftaufnahme Mercedes-Benz Gießerei, Mannheim 1960

Am 10. Mai 1963 endete nach 3 Wochen Streik der bislang größte Konflikt in Baden-Württemberg. Erstmals seit 1928 haben die Unternehmer auf einen Streik mit der geschlossenen kalten Aussperrung im gesamten Tarifgebiet reagiert. Trotz der massiven Aussperrung von 270.000 Arbeitnehmern setzte sich die IG Metall mit ihren Forderungen durch.
Ein wichtiger Meilenstein in der Gewerkschaftsgeschichte war in den 1960er Jahren die Einführung der 40-Stunden-Woche in der Metall- und Elektroindustrie 1967. Ansonsten stand in den 1960er Jahren die Entwicklung der Löhne und Gehälter im Vordergrund. Grund hierfür waren die im Verlauf des sogenannten Wirtschaftswunders nach dem Krieg immer größer werdende Diskrepanz zwischen Unternehmensgewinnen und Arbeitnehmereinkommen. Allein im Jahr 1968 nahm das Nettoeinkommen aus Unternehmertätigkeit und Vermögen um 22 Prozent zu, die Einkommen der Arbeitnehmer stiegen aber nur um 5 Prozent. Hinzu kamen Ende der 1960er Preissteigerungen von bis zu 8 Prozent pro Jahr.
Deutliche Lohnsteigerungen sollten für ein gerechteres Einkommen der Arbeitnehmer sorgen. Besonders der „legendäre“ damalige Bezirksleiter Willi Bleicher setzte sich für eine stärkere Beteiligung der Arbeitnehmer an den Gewinnen der Unternehmen ein. Bleicher der als charismatischer Redner galt, führte zwei große Streiks um Lohnerhöhungen 1963 und 1971 zum Erfolg. Höhepunkt der ausgleichenden Lohnpolitik wurde 1970 erreicht. In diesem Jahr erreichte die IG Metall eine durchschnittliche Erhöhung der Löhne und Gehälter von 15,3 %.

### 1970er
Neben der ureigenen gewerkschaftlichen Forderung nach „gerechtem“ Lohn, erhielt Anfang der 1970er die Humanisierung der Arbeitswelt eine immer zunehmendere Bedeutung. Die IG Metall setzte in dieser Zeit unter anderem feste Erholungspausen und arbeitnehmerfreundlichere Taktzeiten für Akkordarbeiter durch. Hierzu gehörte 1973 vor allem die Tarifregelung zu Bedürfnis- und Erholpausen für Bandarbeiter, die nach dem damaligen Bezirksleiter Franz Steinkühler benannte Steinkühler-Pause.

### 1980er
Mit einem sechswöchigen Streik in Nordwürttemberg-Nordbaden und Hessen durch 57.000 Streikende wurde 1984 der Einstieg in die 35-Stunden-Woche erkämpft. Der so genannte Leber-Kompromiss sah zunächst eine Arbeitszeit von 38,5 Wochenstunden ab 1985 bei vollem Lohnausgleich vor. Weitere Schritte zur Arbeitszeitverkürzung folgten nach Warnstreiks mit über 200.000 Beteiligten in ganz Baden-Württemberg. Ab dem 1. April 1989 galt für Beschäftigte der Metall- und Elektroindustrie schließlich die 37-Stunden-Woche.

### 1990er
Im Jahre 1993 wurde in der Metall- und Elektroindustrie Baden-Württemberg die Wochenarbeitszeit auf 36 Stunden verkürzt. Im gleichen Jahr kam es zum ersten Streik der Beschäftigten im Kfz-Handwerk. Am 1. Oktober 1995 war dann endgültig die 35-Stunden-Woche in der Metall- und Elektroindustrie Baden-Württemberg erreicht. 1998 wurde die Gewerkschaft Textil-Bekleidung in die IG Metall integriert, zwei Jahre später folgte die Gewerkschaft Holz und Kunststoff.

### 2000er
Am 5. April 2000 wurde mit dem Tarifergebnis in Baden-Württemberg neben einer Lohnerhöhung von 3 Prozent auch erstmals eine mindestens zwölfmonatige Übernahme nach der Ausbildung für die Auszubildenden vereinbart.
2001 kam es nach zahlreichen Warnstreiks mit über 200.000 Teilnehmern zum Abschluss eines Tarifvertrags zur Qualifizierung der Beschäftigten. Die Vereinbarung mit Gültigkeit ab 2002 regelte den Anspruch auf Qualifizierung und die Durchführung von Qualifizierungsmaßnahmen für Beschäftigte. Gleichzeitig schufen beide Tarifvertragsparteien eine gemeinsame Agentur (AgenturQ) zur Förderung der beruflichen Weiterbildung.
Am 23. Juni 2003 erzielten die Tarifparteien für Baden-Württemberg nach über 10 Jahren eine Einigung über den Tarifvertrag über das Entgelt-Rahmenabkommen (ERA-TV). Mit dem ERA-TV wurde ein grundsätzlich neues Entlohnungssystem in der Metall- und Elektroindustrie geschaffen, um das Einkommen von Beschäftigten zu ermitteln und die nicht mehr zeitgemäße unterschiedliche Entlohnung von Arbeitern und Angestellten zu beseitigen.

### 2018
Am Dienstag, den 6. Februar, 1.30 Uhr früh einigten sich in Stuttgart die IG Metall Baden-Württemberg und Südwestmetall auf einen Tarifabschluss und wendeten damit einen Arbeitskampf ab. „Der Tarifvertrag bringt zum 1. April 2018 (gültig bis März 2020) eine Lohnerhöhung für alle Beschäftigten von 4,3 Prozent. […] Dazu kommt eine Einmalzahlung von 100 Euro für Januar bis März 2018 und ab 2019 ein jährlicher Festbetrag von 400 Euro. Nächstes Jahr wird zudem ein tarifliches Zusatzgeld von 27,5 Prozent eines Monatslohns eingeführt.“ Dieses Zusatzgeld kann in acht freie Tage umgewidmet werden. Die IG Metall konnte durchsetzen, dass jeder Beschäftigte einen Anspruch auf eine befristete Verkürzung der Wochenarbeitszeit auf 28 Stunden bekommt. Südwestmetall setzte die Möglichkeit zur Verlängerung der Wochenarbeitszeit durch. Im Januar war es landesweit zu Warnstreiks gekommen.

## Bezirksleiter
- Bis 1950: Hans Brümmer (damals noch „Industrieverband Metall“ in der amerikanischen Zone Nordwürttemberg-Nordbaden)
- 1950–1953: Sigmund Löwi[12]
- 1953–1959:  Ludwig Becker
- 1959–1972: Willi Bleicher
- 1972–1983: Franz Steinkühler
- 1983–1988: Ernst Eisenmann
- 1988–1993: Walter Riester
- 1993–1998: Gerhard Zambelli
- 1998–2003: Berthold Huber
- 2003–2013: Jörg Hofmann
- 2013–2024: Roman Zitzelsberger
- Seit 2024: Barbara Resch

## Willi-Bleicher-Preis
Seit 2012 wird jährlich von der IG Metall Baden-Württemberg der Journalistenpreis „Willi-Bleicher-Preis“ vergeben. Gesucht und ausgezeichnet werden Beiträge mit Bezug zur Arbeitswelt in Baden-Württemberg.